# 纳米技术
納米技术（英語：Nanotechnology）是一门应用科学，其目的在于研究于纳米规模时，物质和设备的设计方法、组成、特性以及应用。奈米科技是许多如生物、物理、化学等科学领域在技术上的次级分类，美国国家奈米科技启动计划将其定义为「1至100纳米尺寸尤其是现存科技在纳米规模时的延伸」。纳米科技的世界为原子、分子、高分子、量子点集合，并且被表面效应所掌控，如范德瓦耳斯力、氢键、电荷、离子键、共价键、疏水性、亲水性和量子穿隧效应等，而惯性和湍流等巨观效应则小得可以被忽略掉。举个例子，当表面积对体积的比例剧烈地增大时，开启了如催化学等以表面为主的科学新的可能性。
微小性的持续探究使得新的工具诞生，如原子力显微镜和扫描隧道显微镜等。结合如电子束微影之类的精确程序，这些设备将使我们可以精密地运作并生成纳米结构。纳米材质，不论是由上至下制成（将块材缩至纳米尺度，主要方法是从块材开始通过切割、蚀刻、研磨等办法得到尽可能小的形状（比如超精度加工，难度在于得到的微小结构必须精确）。或由下至上制成(由一颗颗原子或分子来组成较大的结构，主要办法有化学合成，自组装和定点组装（positional assembly）。难度在于宏观上要达到高效稳定的质量，都不只是进一步的微小化而已。物体内电子的能量量子化也开始对材质的性质有影响，称为量子尺度效应，描述物质内电子在尺度剧减后的物理性质。这一效应不是因为尺度由巨观变成微观而产生的，但它确实在纳米尺度时占了很重要的地位。
纳米科技的神奇之处在于物质在纳米尺度下所拥有的量子和表面现象，因此可以在许多领域里有重要的应用，也可以制造许多有趣的材质。

## 歷史
主条目：納米科技歷史
1959年12月29日物理學家理查德·费曼在加州理工學院出席美國物理學會年會，作出著名的演讲《在底部还有很大空间》，提出一些納米技术的概念，雖然在當時仍未有「納米技術」這個名詞。他以“由下而上的方法”（bottom up）出发，提出从单个分子甚至原子开始进行组装，以达到设计要求。他说道，“至少依我看来，物理学的规律不排除一个原子一个原子地制造物品的可能性。”并预言，“当我们对细微尺寸的物体加以控制的话，将极大得扩充我们获得物性的范围。”这被视为是纳米技术概念的灵感来源。
1962年，日本東京大學的久保亮五教授提出了量子限制理論，用來解釋金屬纳米粒子的能階不連續，這是很重要的里程碑，使得人們對纳米粒子的電子結構、型態和性質有了進一步的了解。
而纳米科技一詞的定義是日本東京理科大學的谷口紀男教授在1974年提出。
1981年，掃描隧道顯微鏡的發明被廣泛視為纳米元年。
1980年代，IBM的安貝旭等人做出多晶體的金環，金環直徑小於400纳米，線寬在數十纳米左右。當外加磁場時，金環產生震盪電阻，這種現象稱作磁阻效應，而這種效應明顯和環的小尺寸有關，主要是金環內的電子受到金環纳米尺寸的干擾，而在環內兩側震盪。一般塊狀金是電的良導體，電阻值很小，不受磁場的影響。但上述纳米金環的結果顯示，當金粒子小到纳米尺度時，其物理性質與大尺寸時不同，這個現象可以用來製作新的纳米電子元件。
1984年德國葛萊特等人利用惰性氣體蒸發凝結法，製得鐵、銅、鉛及二氧化鈦的纳米粒子。其中，二氧化鈦的纳米顆粒具有良好的延展性，可以改善陶瓷材料的脆性。
1982年瑞士IBM公司的科學家格爾德·賓寧及海因里希·罗雷尔，開發出掃描隧道顯微鏡，它主要是利用一根非常細的鎢金屬探針，針尖電子會跳到待測物體表面上形成穿隧電流，同時，物體表面的高低會影響穿隧電流的大小，依此來觀測物體表面的形貌。四年後，也就是1986年，這兩位科學家和發明穿透式電子顯微鏡的恩斯特·鲁斯卡共享諾貝爾物理獎。

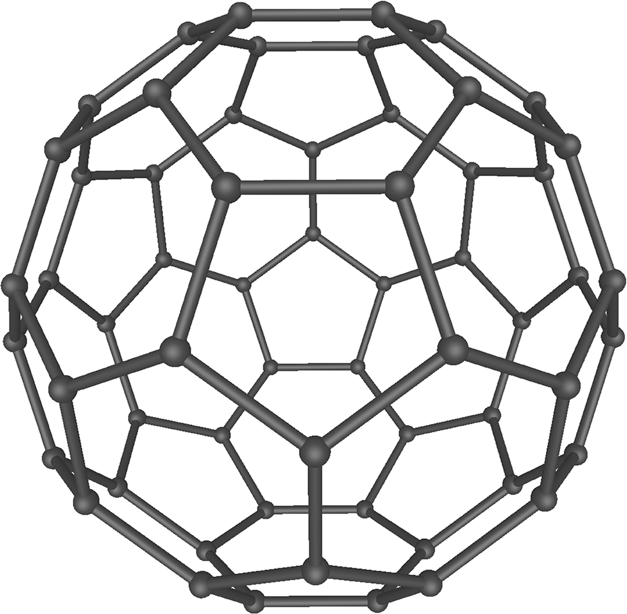
C_{60}的结构图。C_{60}也被称作布基球，是富勒烯家族中最简单的结构，富勒烯家族的成員是納米科技的主要研究項目。

到了1985年，理查德·斯莫利、罗伯特·柯尔和哈罗德·克罗托在石墨上利用激光，讓它蒸發而成碳黑，純化後得到的碳簇置於質譜儀中分析，發現兩種不明物質，質量分別是碳的60倍與70倍，因此這兩種不明物質被稱作C60與C70。
C60的形狀像一顆足球，有20個六邊形及12個五邊形的面，共32面的封閉球體。事實上，科學家在太空收集宇宙塵埃時，早就發現C60、C70等物質。所以上述三位科學家是最早在地球上製造C60及C70的人，他們也共同獲得了1996年的諾貝爾獎。
1985年，史丹福大學的奎特教授以及IBM的格爾德·賓寧及海因里希·罗雷尔共同發明了原子力顯微鏡。它也是利用一根探針來掃描物體的表面，當探針靠近待測物體時，探針與物體之間產生作用力，這作用力可以是吸引力或排斥力，並可藉此分析物體表面的形貌。最重要的是，這種儀器可觀察的物體不僅是半導體或金屬，也可以是絕緣體。現在很多生物樣品的觀察，已經大量使用這種設備。
1988年，拜必序的研究團隊開發出鐵鉻（Fe/Cr）纳米多層膜，在低溫下改變磁場，電阻會隨著產生急遽的改變。相對來說，一般磁性金屬（或合金）的電阻是不容易隨磁場的改變而變化的。到目前為止，已經發現鐵銅（Fe/Cu）、鐵銀（Fe/Ag）、鐵鋁（Fe/Al）、鐵金（Fe/Au）、鈷銅（Co/Cu）、鈷銀（Co/Ag）、鈷金（Co/Au）等纳米多層膜都具有這種效應。
1990年，美國IBM公司的艾格勒利用這種儀器，把35個氙原子（xenon，化學符號是Xe）排成IBM三個字母。這是人類歷史上首次操縱原子，用原子或分子製造機器，也不再是夢想。
1991年，克雷需莫和霍夫曼發展出一次可以做出數公克重C60的方法。現在，科學家也嘗試利用C60的性質製成各種藥物。
1996年霍伊兒也合成出二氧化鈦（TiO2）纳米管。二氧化鈦本身是一個極佳的光觸媒材料，廣泛應用在醫療保健，例如消滅細菌或是殺死病毒。開發出纳米管狀的二氧化鈦，應用範圍也會更多樣化。目前，科學家已嘗試把二氧化鈦纳米粒子或纳米管應用在光敏化有機太陽電池上，做為光電轉換材料，現在已經可以達到實用水準。
2001年在日本筑波舉行的「纳米碳管發現十周年」研討會中，韓國三星公司展示用纳米碳管做成的場發射全彩色電視螢幕。這個電視的螢幕是由多層壁纳米碳管的前端，產生場發射電子做為電子源，而應用在平面顯示器上。至於醫療用小型X光產生裝置的電子源，也可以應用纳米碳管。
纳米科技已被視為新一波產業革命的源頭技術，歐美日本等國家的政府部門，近年來均編列大幅預算，推動國家級纳米基礎科學、工程技術之研發；學術界及產業界亦相繼投注大量人力資金於這場纳米科技的全球競賽中，希冀於專利與產品開發上搶得先機。

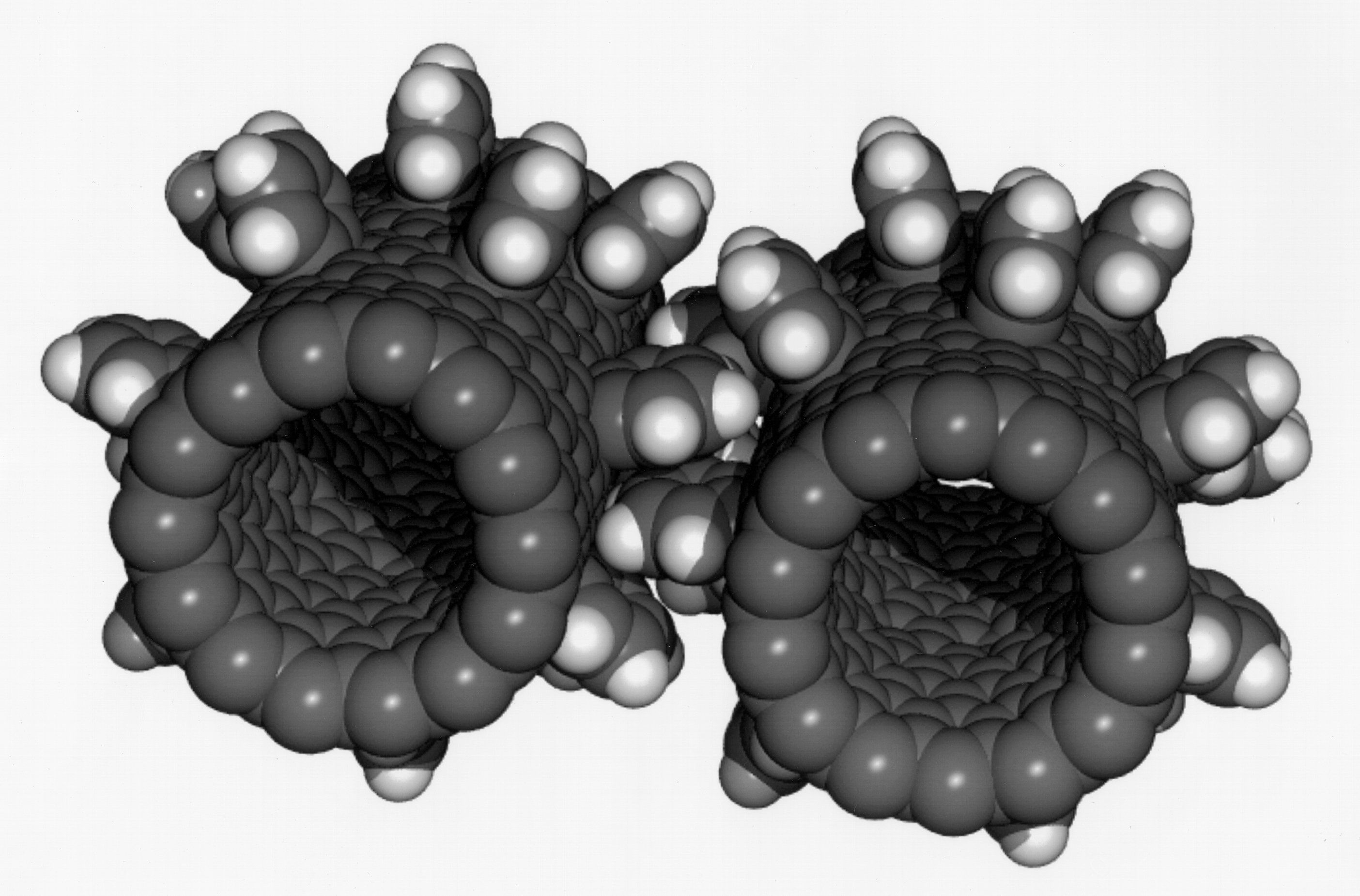
由美國太空總署電腦模擬的分子齒輪

美國，在1993年成立第一個纳米技術研究機構，2000年七月，美國政府向國會提出國家型纳米科技推動與落實計畫書（The National Nanotechnology Initiative：The Initiative and Its Implementation Plan）。
2000～2001年，各國相繼針對該國產業現況，紛紛提出纳米科技發展計畫。日本成立「纳米材料研究所」（Tsukuba）、歐盟成立「纳米電子技術聯盟」（IMEC）、德國成立六個纳米技術卓越群、中國（北京）成立纳米國家科研中心，台灣工業技術研究院亦於2002年一月，成立纳米科技研發中心。
全球有30餘國規劃及投入纳米領域研發，投入範圍包括物理、生技及電子等前瞻領域研究，及纳米新材料的製造與特性開發。產業界也透過新建立的纳米材料特性及關鍵技術，開發新產品及改善產品性能，來提升競爭力。
目前為止，纳米科技尚處於一個國際間相互既交流又有點競爭的萌芽階段。

## 关于“纳米科技”一词运用的争议
广义上，纳米技术包括多用来制造尺寸在100纳米以下的结构的技术。包括那些用来制作纳米线的；包括那些用在半导体制造工业上的技术，如深紫外线光刻、电子束光刻、聚焦粒子束光刻、纳米印刷光刻、原子层沉积和化学气相法；更进一步还包括分子自组装技术。但是这些技术早就出现在纳米时代之前，而不是专为了纳米技术而设计，也不是纳米技术研究的结果。
现在以“纳米”冠名的那些技术，对最有野心的和革命性的分子制造却毫无关系，或者说是远远不能达到要求。这样，“纳米”可能被科学家们和企业家们滥用而形成“纳米泡沫”，而对那些更有野心和远见的工作毫无益处。
美国国家科学基金资助了研究者David Berube对纳米领域进行整体上的研究，后者的研究成果出版成为了专著《纳米骗局：纳米技术喧嚣背后的真相》。这个由NNI主席Mihail Roco摄写序言的著作得出的结论是：许多被当作“纳米技术”出售的产品，其实只是就材料科学的新瓶装旧酒，直接导致一个仅仅是售卖的纳米管，纳米线或类似产品的纳米技术工业，最后的结果是少数售卖大量低端产品的供应商。

## 特性描述
随着尺寸的减小，一系列的物理现象显现出来。这其中包括统计力学效应和量子力学效应。并且，同宏观系统相比，许多物理性质会改变。一个典型的例子是材料的表面体积比。纳米技术可以视作在传统学科上对这些性质详尽描述的发展。进一步讲，传统的学科可以被重新理解为纳米技术的具体应用。这种想法和概念上的互动对这个领域的发展起到了推动作用。广义上讲，纳米技术是科学和技术在理解和制造新材料新器械方向上的推演和应用。这些新材料和技术大体上就是物理性质在微尺度上的应用。
和这些系统的定性研究相关的领域是物理、化学和生物，以及机械工程和电子工程。但是，由于纳米科技的多学科和学科交叉的特性，物理化学、材料科学和生物医学工程的学科也被视作纳米技术重要和不可缺少的组成部分。纳米工程师们住眼观新材料的设计，合成，定性描述和应用。例如在分子结构上的聚合物制造，在表面科学基础上的计算机芯片分布设计，都是纳米科技在当代的应用例子。在纳米科技中，胶状悬浮也有很重要的地位。
材料在纳米尺度下会突然显现出与它们在宏观情况下很不相同的特性，这样可以使一些独特的应用成为可能。例如，不透明的物质变为透明（铜）；惰性材料变成催化剂（铂）；稳定的材料变得易燃（铝）；在室温下的固体变成液体（金）；绝缘体变成导体（硅）。物质在纳米尺度的独特量子和表面现象造就了纳米科技的许多分支。

## 工具与技术
当代电子和中子的发现让人类知道还有比我们能想像到的最小的东西还要小的物质时，对纳米世界的好奇心已经萌发。当然，1980年代，可以研究纳米结构的早期工具的发展才真的使纳米科学和纳米技术成为可能。
原子力显微镜和扫描隧道显微镜的这两种早期的扫描探针促成了纳米时代的到来。同时，基于STM的许多其它类型的扫描探针显微镜，使得观测纳米结构成为可能。
探针的探头可以用来操纵纳米结构（这种工艺叫做位置组装）。但是这种过程太慢了，从而到导致了各种纳米光刻技术的发展，例如蘸笔纳米光刻术，电子束曝光和纳米压印术。
光刻是自上而下的制作技术，用来把大块物体缩小到纳米尺寸。相对的，自下而上的技术直接用原子或分子搭建更大的结构。这些技术包括化学合成，自组装和位置组装。

## 相關應用
综上所述，纳米科技实际上涵盖了一切在納米范围的物理、化学的技术和工艺，说它包罗万象也不算过分。不过现在坊间多在炒作概念，很多都局限于实验室的理论阶段，比较现实的是机械方面的润滑剂，化工方面的催化剂，还有医学方面的定点超效药剂。

### 應用技術
一、纳米晶体（nanocrystalline materials）
當物質的微結構微小化時，表面原子與內部材料原子的個數比例顯著上升，界面之原子行為對物質性質便有決定性影響。例如纳米金屬結晶顆粒，展現出較佳之強度、硬度、磁特性、表面催化性等；而具纳米結晶之陶瓷材料相較於一般陶瓷材料，則具較高之延展性、較不易脆裂之特性。
纳米結晶金屬由於其強度之增加，相當大之應用機會在於汽車業、航太業、建築業等之結構材料，例如Toyota汽車已使用新型纳米結晶鋼材於其汽車產品上；這方面之應用，纳米複合材料是另一競爭者，但於某些用途上，如汽車引擎，纳米結晶金屬材料仍保有其優越性。
纳米結晶材料薄膜可提高表面之硬度、降低磨擦、提高耐熱性、耐化學腐蝕性等，可應用於汽車、航空業等之機械系統。在生物醫學方面，纳米結晶銀有抗菌作用，而纳米結晶鈦則可應用於人工關節。
二、纳米粉體
纳米粉體是纳米材料中種類最繁多且應用最廣泛之一類。最常見的陶瓷纳米粉體（ceramic nanoparticles）可再分為二類：
（一）金屬氧化物如TiO2, ZnO等
（二）矽酸鹽類，通常為纳米尺度之黏土薄片。
纳米粉體的製程，包括固相機械研磨法、液相沉澱法、溶膠－凝膠法、化學氣相沉積法等，不同之方法各有其優缺點及適用範圍。此外，纳米粉體之表面覆膜與修飾，亦常是對粉體後段應用必要的處理步驟。如高濃度CO淨化觸媒－Au/TiO2，即將～10nm的金均勻分佈在TiO2載體上，以發揮其淨化功能，其中TiO2載體為溶膠－凝膠法製得之纳米孔隙材料，以具備纳米尺寸空間容納金纳米顆粒。
- 複合材料：纳米粉體最大之應用之一，在於纳米高分子複合材料之開發。由於無機分散相表面積與高分子間之作用力，使複合材料之剛性大幅提升，透氣性、熱膨脹性下降，耐化學腐蝕，及保有透明性等之優點，可廣泛應用於一般民生工業，如家電器材、汽車零組件、輸送導管等耐磨結構材料上；在包裝材料上之應用，如保鮮膜、飲料瓶，則可利用其耐熱性、高阻氣性及透明等優點。Caly/Nylon之複合材料，由於分散均勻，只要添加3～4％，即可將Nylon之熔點從70℃提升至150℃，且加工性非常良好。
- 塗佈：纳米粉體塗佈具增強表面硬度、抗磨、透明等特性，已應用於建材及太陽眼鏡鏡片上，Kodak正發展以纳米粉體塗佈製造防刮之x-ray底片。此外，亦有利用纳米粉體塗佈光學、耐腐蝕、絕熱特性之應用開發。磁性纳米粉體塗佈則可應用於資料儲存方面。
- 醫學與藥物：經表面修飾之纳米粉體可應用於藥物輸送、纳米銀微粒具有抗菌功效、氧化鋅則具殺黴作用。TiO2與ZnO對UV吸收有相當好之功效，可應用於防曬油等美容產品。
- 其他：纳米粉體之高表面積，可利用工業上之催化反應；用於燃料電池上，可增加其反應速率，提高效能。此外，纳米顏料的開發、使用金屬纳米粉體印製電子電路、及磁性纳米粉體於半導體與醫學核磁共振影像上之使用，均為纳米粉體之應用機會。

三、纳米孔隙材料（nanoporous materials）
此類材料指孔隙尺寸小於100纳米之多孔隙材料，包括自然界中早已存在之生物膜與沸石，其高表面積（通常高達~102m2/g），使之具高催化及吸附效應。纳米孔隙材料可由溶膠－凝膠法、微影蝕刻、離子束等方法製得；纳米孔隙薄膜經鍍膜處理，可得纳米細管結構。
纳米孔隙材料可用開發改良催化劑，應用於石化工業等。利用孔隙結構，在薄膜過濾系統純化／分離、藥物輸送植入裝置、及基因定序、醫學檢測等，纳米孔隙材料均有相當大之應用潛能。氣膠為質輕之良好絕熱材料；纳米孔隙薄膜可作為半導體業中之低介電材料；纳米多孔矽特殊的發光性質，可作為固態雷射之材料；纳米多孔碳則具高電容特性，可應用於如手提電腦、行動電話，乃至電動車等電池之開發。
四、纳米纖維與纳米線（nanofibers & nanowires）

纳米技术最重要的应用之一就是用于制造尺度接近10nm的场效应管。此图显示纳米线场效应管的开通过程。

纳米纖維在此指相對較短之纖維，包括碳纖絲（carbon fibrils）、人造高分子纖維、及氧化鋁纖維等；静电纺丝是製造人造高分子纳米纖維之方法，可結合纳米微粒或纳米管等材料於纖維中。工研院化學工業研究所正開發之電紡纳米纖維，其尺度約為人髮的1/100。
纳米纜線則傾向為無機材質，包括金屬、半導體（如矽、鍺）、及一些有機高分子，主要應用於電子工程。其製造主要有三個方式：
（一）微影蝕刻或拓印。
（二）化學成長。
（三）自組裝成長。
纳米纜線之電子傳遞行為並不遵循古典電學，例如其電阻為一定值並不隨長度改變；應用於建構複雜之電路系統時，須挑戰之困難點在於纜線間之連結性。
纳米纖維可用於複合材料與表面塗佈，達補強作用。Hyperion Catalysis International正開發利用纳米碳纖絲，製造導電塑膠及薄膜，可應用在汽車之靜電塗料或電器設備之靜電消除；與傳統導電塑膠材料比較，達同樣導電效果所須添加之碳纖絲量較低，且材料表面亦較平滑。
電紡纳米纖維具強度提升與高表面積等特性，適合作為纳米粉體於催化應用上之反應床。纳米纖維可製成抗化學品、防水透氣、防污等特殊性能布料，在紡織服裝業上有廣大的市場；Nano-Tex公司已有開發之商業化產品問世。纳米纖維可用為過濾材料及醫學組織工程之支架材料；在藥物輸送之媒介、感測器、纳米電機等領域，亦具應用潛力；此外，利用其高表面積，可用以開發可撓式光伏特膜片，並進一步製成可穿戴之太陽能電池。
纳米纜線於化學與生物感測器上之應用，可預期近期商業化產品之出現；其他纳米纜線的應用，包括於氣體分離與微分析、可攜式電源供應器之催化劑、陶瓷微機電系統、輻射線偵測器、發光二極體、雷射、可調式微波裝置等。由於纜線間連結性之挑戰，目前纳米纜線於纳米電子工程之應用，仍處實驗室研發階段，商業化為長期化之目標。
五、纳米碳管
纳米碳管（carbon nanotube，CNT）是1991年由日本NEC公司飯島澄男在以穿透式電子顯微鏡觀察碳的團簇（cluster）時意外發現，為石墨平面捲曲而成之管狀材料，有單層（single-walled）與多重層（565++6）兩種結構。纳米碳管的製程方式包括電弧放電、雷射蒸發／剝離、化學氣相沉積法、氣相成長、電解及火焰生成法等。纳米碳管具許多特殊性質，如高張力強度（tensile strength ~100Gpa）、優良之熱導性、及室溫超導性，其導電性則隨不同的捲曲方式而變，可為纳米導線或是纳米半導體；研究並顯示纳米碳管可吸附氫氣，惟其機制與吸附效能目前仍無定論。
纳米碳管由於其許多特殊的性質，為目前最熱門的材料之一，其應用可略分為幾類：
- 結構材料：由於纳米碳管之優異強度，高強度－重量比（strength-to-weight ratio）之新型複合材料之開發，可應用於汽車、航太、建築業等，在此方面的關鍵點為成本考量與均勻品質纳米碳管之量產技術。纳米碳管可用以製造導電塑膠及高效率輻射屏蔽複材，在紡織工業方面，亦具應用潛力。此外，若可克服技術及成本問題，製成纳米碳管電纜，可兼具纳米碳管於結構強度與導電性之優點，將為能源運輸之一大突破。
- 電子工程：纳米碳管在量子效應下展現之電學性質，製成電子工程中之邏輯元件與記憶體，預期可巨幅提升電腦之速度與資料儲存密度，目前最大的礙障在於成本價格太高及纳米碳管連結技術上之困難。Nantero公司已宣稱將於3-5年內推出基於纳米碳管之1 terabyte NRAM（non-volatile RAM）。此外，纳米碳管之高導熱性，可以應用在纳米電路中高熱量之散佈。
- 顯示器：碳纳米管具有低的導通電場、高發射電流密度以及高穩定性，極適用於場發射器。目前場發射顯示器技術最廣受注目之開發為平面顯示器，已有不少企業，如日本NEC、韓國三星公司。此外，碳纳米管陣列之場發射可應用於電子束微影蝕刻技術，可突破此技術於平行量產上之瓶頸。
- 燃料電池：纳米碳管具吸附氫氣與碳氫化合物之功能，可以應用在航太與汽車工業上燃料電池的氫氣儲存槽。
- 其他：纳米碳管具彈性且細長的優點，可作為原子力顯微鏡或掃描隧道顯微鏡之探針，大幅提高解析度。碳米碳管的其他潛在應用，包括太陽能電池效能之提升、感測器之開發，及吸收式電磁遮蔽應用。

### 應用產品
- 磁電阻式隨機存取記憶體
- 場發射顯示器
- 奈米複合材料太陽能電池
- DNA晶片
- 光觸媒
- 奈米碳管
- 奈米碳球（Carbon Nano Capsule）
- 分子馬達
- 奈米機器人（nanobots）
- 繞射式雷射光學尺（LDGI）

## 潜在危害
和生物技术一样，纳米科技也有很多环境和安全问题（比如尺寸小是否会避开生物的自然防御系统，还有是否能生物降解、毒性副作用如何等等）。
纳米技术的潜在危害可以广义的划分为下面几个方面：
- 纳米颗粒和纳米材料对健康和环境的潜在危害
- 分子制造（或高级纳米技术）的危害
- 社会危害

### 纳米颗粒的危害
纳米材料（包含有纳米颗粒的材料）本身的存在并不是一种危害。只有它的一些方面具有危害性，特别是他们的移动性和增强的反应性。只有某些纳米粒子的某些方面对生物或环境有害，我们才面临一个真的危害。
要讨论纳米材料对健康和环境的影响，我们必须区分两类纳米结构：
- 纳米尺寸的粒子被组装在一个基体、材料或器件上的纳米合成物、纳米表面结构或纳米组份（电子，光学传感器等），又称为固定纳米粒子。
- “自由”纳米粒子，不管在生产的某些步骤中存在还是直接使用单独的纳米粒子。

这些自由纳米粒子可能是纳米尺寸的单元素，化合物，或是复杂的混合物，比如在一种元素上镀上另外一张物质的“镀膜”纳米粒子或叫做“核壳”纳米粒子。
目前，公认的观点是，虽然我们需要关注有固定纳米粒子的材料，自由纳米粒子是最紧迫关心的。
因为，纳米粒子同它们日常的对应物实在是区别太大了，它们的有害效应不能从已知毒性推演而来。这样讨论自由纳米粒子的健康和环境影响具有很重要的意义。
更加复杂的是，当我们讨论纳米粒子的时候，我们必须知道含有的纳米粒子的粉末或液体几乎从来不会单分散化，而是具有一定范围内许多不同尺寸。这会使实验分析更加复杂，因为大的纳米粒子可能和小的有不同的性质。而且，纳米粒子具有聚合的趋势，而聚合的纳米粒子具有同单个纳米粒子不同的行为。

#### 健康问题
纳米颗粒进入人体有三种途径：吸入、吞咽及从皮肤吸收或在医疗过程中被有意的注入（或由植入体释放）。一旦进入人体，它们具有高度的可移动性。在一些个例中，它们甚至能穿越血脑屏障。
纳米粒子在器官中的行为仍然是需要研究的一个大课题。基本上，纳米颗粒的行为取决于它们的大小，形状和同周围组织的相互作用活动性。它们可能引起噬菌细胞（吞咽并消灭外来物质的细胞）的“过载”，从而引发防御性的发烧和降低机体免疫力。它们可能因为无法降解或降解缓慢，而在器官里集聚。还有一个顾虑是它们同人体中一些生物过程发生反应的潜在危险。由于极大的表面积，暴露在组织和液体中的纳米粒子会立即吸附他们遇到的大分子。这样会影响到例如酶和其他蛋白的调整机制。

#### 環境問題
主要擔心納米顆粒可能會造成未知的危害。

### 社会风险
纳米技术的使用也存在社会学风险。在仪器的层面，也包括在军事领域使用纳米技术的可能性。（例如，在MIT士兵纳米技术研究所研究的装备士兵的植入体或其他手段，同时还有通过纳米探测器增强的监视手段。）
在结构层面，纳米技术的批评家们指出纳米技术打开了一个由产权和公司控制的新世界。他们指出，就象生物技术的操控基因的能力伴随着生命的专利化一样，纳米技术操控分子的技术带来的是物质的专利化。过去的几年裡，获得纳米尺度的专利像一股淘金热。2003年，超过800纳米相关的专利权获得批准，这个数字每年都在增长。大公司已经垄断了纳米尺度发明与发现的广泛的专利。例如，NEC和IBM这两家大公司持有碳纳米管这一纳米科技基石之一的基础专利。碳纳米管具有广泛的运用，并被看好对从电子和计算机、到强化材料、到药物释放和诊断的许多工业领域都有关键的作用。碳纳米管很可能成为取代传统原材料的主要工业交易材料。但是，当它们的用途扩张时，任何想要制造或出售碳纳米管的人，不管应用是什么，都要先向NEC或者IBM购买许可证。

## 發展趨勢

### 未來纳米技术趨勢
高级纳米技术，有时被称为分子制造，用于描述分子尺度上的纳米工程系统（纳米机器）。无数例子证明，亿万年的进化能够产生复杂的、随机优化的生物机器。在纳米领域中，我们希望使用仿生学的方法找到制造纳米机器的捷径。然而，K Eric Drexler和其他研究者 （页面存档备份，存于）提出：高级纳米技术虽然最初会使用仿生学辅助手段，最终可能会建立在机械工程的原理上。（另见机械合成。）
在2005年8月，50名来自不同领域的国际专家被纳米技术责任中心（Center for Responsible Nanotechnology）组织起来研究分子纳米技术的社会内涵 （页面存档备份，存于） 。
为了决定分子纳米科技的发展道路，Battelle Memorial Institute和Foresight Institute正在领导制定一个基础广泛的发展规划项目 （页面存档备份，存于） 。预计2007年早些时候完成。
设计和制造和自然细胞甚至器官相仿的人工组织是具有潜在可能的。

### 美國
美國國家科學委員會（National Science Board）於2003年底批准「國家奈米科技基礎結構網路計畫」（National Science Board Approves Award for a National Nanotechnology Infrastructure Network，簡稱NNIN），將由美國13所大學共同建構支持全國奈米科技與教育的網路體系。該計畫為期5年，於2014年一月開始執行，將提供整體性的全國性使用技能以支持奈米尺度科學工程與技術的研究與教育工作。預估5年間至少投資700億美元的研究經費。計畫目的不僅在提供美國研究人員頂尖的實驗儀器與設備，並能訓練出一批專精於最先進奈米科技的研究人員。
1. 美國發展最新奈米細胞製造技術
奈米技術可製造出粒子小於人類血管大小的物體，美國國家標準與科技協會（NIST）指出已研究出一種生產一致的，且能夠自行組合的奈米細胞（Nanocells）的方法，以應用在封裝壓縮藥物的治療工作上，目前該技術已提出專利申請。這種技術當前可被運用在藥物的包裝技術上，可以更精確地確保藥物的用量，未來將運用在癌症化學治療的相關技術上作更進一步的研究。
奈米計畫是2005年聯邦跨部會研發預算的主軸，達9.8億美元比去年增加2.2%。（美國2005會計年度的科技研發預算分析，參照 https://web.archive.org/web/20070824094800/http://www.aaas.org/spp/rd/ ）
2. DNA檢測晶片的進展
2004年1月，美國HP正式對外發表其用來快速進行DNA檢測的奈米級晶片。取代目前在DNA檢測上採以光學原理為基礎的「基因微晶片法」（DNA microarrays）繁複的檢測步驟，HP團隊改由將此繁複步驟交由電路晶片處理；製作上，DNA檢測晶片的感測元件是一條利用電子束蝕刻法（electron-beam lithography）與反應性離子蝕刻法（reactive-ion etching）所製成粗細約50奈米的奈米線。然就商業上考量，成本卻過於高昂，因此研究團隊正發展利用較便宜的光學蝕刻法（optical lithography）以製成DNA檢測晶片元件的技術。
3. 地下水污染改善之研究
地下水污染是近年被廣泛討論的一項重大議題，目前能準確找出與清除地下水污染的技術並不成熟。2004年4月，美國發表了一種奈米微粒（nanoparticles）技術，在此微粒中心為鐵芯（iron）而其外則由多層聚合物加以包覆，其中，內層是由防水性極佳的複合甲基丙烯酸甲脂（poly methl methacrylate;PMMA）包覆，而外層則由親水的sulphonated polystyrene進行包覆。由於親水性外層使奈米微粒溶於水，內層防水層則能吸引污染源三氯乙烯（trichloroethylene）。奈米微粒中的鐵芯使得三氯乙烯產生分裂，進而使得此項污染源逐漸分裂成無毒的物質。
4. 啟動癌症奈米科技計畫
為廣泛將奈米科技、癌症研究與分子生物醫學相互結合，美國國家癌症中心（NCI）提出了癌症奈米科技計畫（Cancer Nanotechnology Plan），並將透過院外計畫、院內計畫與奈米科技標準實驗室等三方面進行跨領域工作。計畫設定了六個挑戰：
1. 預防與控制癌症：發展能投遞抗癌藥物及多重抗癌疫苗的奈米級設備。
2. 早期發現與蛋白質學：發展植入式早期偵測癌症生物標記的設備，並發展能收集大量生物標記進行大量分析的平台性裝置。
3. 影像診斷：發展可提高解析度到可辨識單獨癌細胞的影像裝置，以及將一個腫瘤內部不同組織來源的細胞加以區分的奈米裝置。
4. 多功能治療設備：開發兼具診斷與治療的奈米裝置。
5. 癌症照護與生活品質提昇：開發改善慢性癌症所引發的疼痛、沮喪、噁心等症狀，並提供理想性投藥裝置。
6. 跨領域訓練：訓練熟悉癌症生物學與奈米科技的新一代研究人員。

### 歐盟
1. 歐盟的國際奈米科學研究政策
歐洲是全球最早開始進行奈米科學研究的區域，但由於當時並沒有歐盟加以居中協調與規劃，因此在研究初期因為缺乏資金援助、相關管理上的支援，同時因為面臨專利取得的問題，導致研究人員遭遇許多阻礙，2004年2月，歐盟議會對歐洲地區與國際社會發表一系列有關於奈米科技的專案計畫，以宣示歐洲對於提高奈米科技競爭力的決心。
歐盟將其計畫分為五個主要區域：研究與發展（R&D）、基礎建設（infrastructure）、教育與訓練（education and training）、創新（innovation）以及社會層面（societal dimension）。
根據預估，如歐盟計畫能順利推展，在2010年前將可望為歐洲創造上百億歐元的經濟營收。歐盟議會也強調提高社會大眾對於奈米科技的認知，也同樣屬於整體奈米發展計畫的一部分。另外，公眾健康、安全、環保問題及消費者保護也同樣被包含在此項議題之中。目前，奈米科學及奈米科技仍屬於新興的R&D領域，其所必須解決與進行研究的對象都存在於原子與分子的階層中。奈米科學在未來幾年內的應用是眾所矚目，且必將對所有的科技產生重大影響。在未來，奈米科技的研發工作也將對人體保健、食物、環保研究、資訊科學、安全、新興材料科學及能源儲存等領域產生重大的改變。
2004～2006年歐盟所進行的第六期架構計畫（FP6）中，奈米科技與新興材料研發的經費約為歐元13億，而歐盟議會也有意提高經費並延長研究時程（由2007～2013年）。同時為凝聚與加強所有歐盟會員國在奈米科學方面的研究，因此在規劃上歐盟議會也有意召集民間與其他單位的專家凝聚共識，以強化整體歐盟在此方面研究領域的力量。
2. 創新接繼中心
在1995年由歐盟委員會成立「創新接繼中心」（Innovation Relay Centers, IRCs）。這個的組織和美國國家科技移轉中心具相同功能。區域性的創新接繼中心總數近70個，支援至少位於30個國家的相關科技移轉中心。創新接繼中心的目的，是將有問題的公司和能提出解決方法的公司結合在一起。歐洲多數的奈米科技公司都可受到創新接濟中心或區域創新和科技移轉策略計畫的援助。
歐洲奈米科技計畫接受金援的方式和美國大致相同，有些是屬於國家型計畫。歐洲有多個跨國研發機構，以泛歐工業研發網路為例，其專門提供無條件研發補助，目的將研發成果發展為產品。透過泛歐工業研發網路提供的資金補助的國家包括奧地利、挪威和英國。其他在比利時、德國、斯洛伐尼亞、冰島和以色列還包括貸款和免償型補助。多數情況下，補助金額不超過計畫完成的所需總金額的七成，剩餘部分多仰賴地方政府和其他有意願者贊助。

### 日本
1. 日本理研的奈米科學研究現況
日本理化學研究所係一跨學門的研究組織，該所各部門分布在日本的7個區域。RIKEN的主要基地－和光園區，設置發現研究中心（DRI）、新領域研究系統（FRS）及頭腦科學中心（BSI）等3研究中心。RIKEN進行的研究可區分為三類：DRI主要進行小型但具備長程觀點的培育研究計畫；FRS同樣執行小型計畫，但以由上而下的方式，進行較具動態的中程及中等規模的計畫；至於研究中心則是進行以目標為導向的中至長程的大型計畫。RIKEN在2003會計年度下半年（2003年十月至2004年三月）的研究預算共4.748亿美元，全年預算超過9億美元。
1986年起RIKEN開始從事奈米科學之研究，但正式的奈米科學計畫則是自2002年開始，初期選定有18項的奈米科學計畫，並陸續分別在各研究中心進行。
2. 日本提高奈米科技預算與產業合作（JAPAN BOOSTS NANOTECHNOLOGY BUDGET     AND INDUSTRIAL COOPERATION）
日本科學與科技政策顧問委員會（Council for Science and Technology Policy）消息指出，日本在2004年會計年度（由4月1日起）中，奈米科技預算成長3.1個百分比，達到8.8億美元。同時，兩個主要負責日本奈米科技研發計畫的政府部會，其預算也都有成長。負責推銷即將完成的研發工作的日本經濟產業省（Ministry of Economy Trade and Industry, METI），預算由2003年的0.97億美元提升到2004年的1.1億美元。奈米科技與相關原料研究被指定為四個最高優先項目之一，其他領域包括資訊與通訊、生命科學與環境研究。
日本的預算是經由日本大藏省批准，再由日本國會制定為法律。文部科學省的奈米科技研發經費，則由2.3億美元成長到2.4億元，將著重在基礎原料研究與新藥物研究計畫上。

### 南韓
1. 韓國的奈米科技策略
韓國政府已深切體認到奈米科技為本世紀科技發展的戰略制高點，整合奈米技術與資訊、生物、材料、能源、環境、軍事、航太領域之高新科技，並將創造出跨學門研究發新境界。韓國政府也理解到此新興科技也將是創造新產業與高科技產品的驅動力，奈米科學與技術的突破性進展更將為人類能力、社會產出、國家生產力、經濟成長與生命品質帶來巨幅的改善。
韓國已宣示在2001至2010年十年間投入韓幣2,391兆元（約20億美元）於奈米科技的研發，政府投入在奈米科技的經費，2002年與2000年比較，成長約400％。奈米國家計畫的主要目標之一為在某些競爭性領域取得世界第一並發展產業成長的利基市場，韓國同時明確的把發展重點聚焦於諸如兆元級積體電子元件等核心關鍵技術。
「2002年執行奈米技術發展計畫」與「奈米結構材料技術發展」、「奈米微機電與製造技術發展」等兩項新領域研究計畫同步開始實施，再加上奈米科技領域研究計畫在未來6~9年內每年將投入2千萬美元，在眾多政府研究機構林立的Daejoen科學城，韓國高等科技研究院（KAIST）於去年設立奈米製造中心，在未來6~9年內投入1.65亿美元，政府最近調整「2003年奈米科技發展行動計畫」，包括：奈米科技發展促進法案，其目的有二：一為建構堅固的奈米科技核心研究基礎，二為激勵成熟奈米科技的產業化，韓國政府也將配置3.8億美元（全國奈米科技經費的19％）於國家奈米產業化計畫，其中包括產業研發基金與創投基金。
根據2002年韓國專利局報導，奈米科技專利應用數目無論在國內或國外都呈現大幅成長，新興奈米科技也在過去數年間呈現可觀地成長，另外根據韓國商工能源部（MOCIE）的統計，2002年奈米科技新創公司也如雨後春筍紛紛搶搭奈米科技列車。
2. 韓國預測國際市場對奈米紡織品的需求將快速增加
韓國產業資源部預測，今後9年國際市場對奈米紡織品的需求將會出現迅速增長的趨勢，交易額可望達到近400億美元。韓國產業資源部委託韓國纖維產業聯合會從2004年八月份開始的三個月內，對國際市場對奈米紡織品的需求和貿易趨勢進行研究分析。
韓國產業資源部分析認為，國際市場對奈米紡織品的需求金額以150億美元為基準，今後每年將遞增10.7%，到2007年和2012年，國際市場對奈米紡織品的需求金額將分別達到240億美元和397億元。到2012年，國際市場對用於製藥、電子和生命科學的超高效能過濾奈米紡織品的需求金額將達到96億美元，對用於防生化武器和體育娛樂的奈米紡織品的需求金額將達到26億美元，對用於儲存能源的奈米紡織品的需求金額將達到205億美元。
目前韓國對奈米紡織品的需求金額為19億美元，占國際市場需求總額的12.1%。到2012年，韓國對奈米紡織品的需求金額將達到72億美元，占當時國際市場需求總額的18.1%。韓國產業資源部說，目前韓國全部依賴進口的高性能過濾奈米紡織品以及用於新一代聚合電池和醫療用奈米纖維材料。
3. 南韓在奈米科技的發展幾乎完全集中在微電子產業
透過由南韓科技部（Ministry of Science and Technology）贊助的兆位水準奈米設備發展計畫（Tera-Level Nanodevices Initiatives），南韓的大學和產業都專注於發展下一世代微電子設備，包括具有兆位元（terabit）容量的記憶體設備和具有兆赫茲資料處理速度的元件。
南韓最大企業財團之一的三星設有一個先進科技研究所（Advanced Institute of Technology），從事微電子科技的研究和商業化發展。

### 中國
1. 中國實驗室國家認可委員會是大陸負責實驗室和檢查機構認可及相關工作的認可機構，為規範奈米產品市場、推動制定相關奈米材料及產品的標準，「國家納米科學中心」和「中國實驗室國家認可委員會」會商多次，聯合成立「納米技術專門委員會」，掛靠在「國家納米科學中心」。
2. 中國大陸政府透過中國科學院主導眾多奈米科技研發計畫，多數強調半導體製造技術和發展以奈米科技為基礎的電子元件，另一是利用奈米材料保存考古文物。已成功發展出的產品包括近期推出的新式冷氣機，其特點為利用創新的奈米材質。另估計約有兩百家企業積極從事奈米科技產品的商業化。

### 加拿大
- 滑鐵盧大學是全世界第一所設立以納米科技工程為主科的大學。在2005年開始收生並在2010年開設納米科技工程碩士班。在2012年，將會有一座量子納米中心。
- 多倫多大學也擁有以納米科技工程為副科的科學工程的大學。
- 貴湖大學則以設立了納米科學。

## 參见
- 纳米技术的监管
- 奈米黃金
- 新興技術列表
- 分子力学
- 轉譯醫學